# Stretch (película)
Stretch es una película de 2011 dirigida por Charles de Meaux. Protagonizada por Nicolas Cazalé, Fan Bingbing y David Carradine en los papeles principales ésta es la última película de Carradine. Durante la filmación Carradine fue hallado muerto en una habitación de Swissôtel Park Nai Lert en Bangkok. Su viuda Annie Bierman presentó una demanda contra la productora MK2 Productions por ser negligente.

## Argumento
Después de haber dado positivo en el control antidroga Christophe, un jockey, se muda a Macao.

## Reparto
- Nicolas Cazalé - Christophe
- Fan Bingbing - Pamsy
- David Carradine - Monteiro
- Nicolas Duvauchelle - Thierry
- John Aryananda - Big John
- Romain Banquet - Jockey #2
- Yannick Foin - Entrenador #1
- Lowell Lo - Way Way
- Christophe Pieux - Jockey #1
- Joël Remy - Entrenador #2
- Cédric Segeon - Cédric
- Patrick Teo - El Hombre
- Pete Teo - Mr. Thong
- David Firestar - Bailarín de discoteca #1
- Peter Mossman - Bailarín de discoteca #2